# 尹家謙
尹家謙（英語：Derek Wan Ka-him，1990年—），香港民主派人士，民主黨成員，前香港觀塘區議會啟業選區議員。

## 個人簡歷
尹家謙畢業於香港教育學院(今教育大學) 全球環境研究學士，是一名認可調解員。他曾擔任香港立法會議員胡志偉的議員助理，同時兼任民主黨觀塘社區主任。2019年11月24日，尹家謙首度參與區議會選舉，在啟業選區以4,433票，擊敗得3,794票，角逐連任的民建聯歐陽均諾，成功當選。

## 參與選舉
下表列出尹家謙歷年來參與區議會選舉的結果： 
| 政党   | 政党   | 候选人      | 票数  | %     | ±      |
| ------ | ------ | ----------- | ----- | ----- | ------ |
|        | 民建聯 | ①. 歐陽均諾 | 3,794 | 46.12 | -7.70  |
|        | 民主黨 | ②. 尹家謙   | 4,433 | 53.88 | 不適用 |
| 多数票 | 多数票 | 多数票      | 669   | 7.76  | 不適用 |